# Pierangela Baronchelli
Pierangela Baronchelli, née le 8 novembre 1972 à Villa d'Ogna, est une coureuse de fond italienne spécialisée en 3 000 mètres steeple, course en montagne et skyrunning. Elle est championne d'Europe de skyrunning 2007.

## Biographie
Le 5 juillet 1998, elle prend part au Trophée européen de course en montagne à Sestrières. Donnée comme favorite, l'équipe italienne ne déçoit pas et domine la course féminine. Rosita Rota Gelpi remporte le titre, suivie par Flavia Gaviglio, Pierangela et Maria Grazia Roberti. Le trio du podium décroche la médaille d'or par équipes.
Elle remporte le titre de championne d'Italie de course en montagne en 2000.
En parallèle de la course en montagne, Pierangela se spécialise également en 3 000 mètres steeple. Elle devient championne d'Italie en 2001. Le 27 juillet 2002, elle abaisse le record national en 10 min 13 s 33 à Gdańsk.
Le 10 juin 2007, elle remporte la victoire de la SkyRace Valmalenco-Valposchiavo en ayant dominé toute la course et devient la première championne d'Europe de skyrunning. L'année suivante, elle parvient à battre Stéphanie Jiménez pour remporter la médaille d'argent des championnats d'Europe tenus à Zegama-Aizkorri. Le 6 juillet 2008, elle remporte la victoire ex aequo avec Corinne Favre au SkyMarathon Sentiero 4 Luglio. Cette année, elle remporte la médaille d'argent des championnats italiens de skyrunning.

## Palmarès

### Course en montagne
| no  | féminin            | Course                                 | Longueur | Départ            | Temps       |
| --- | ------------------ | -------------------------------------- | -------- | ----------------- | ----------- |
| 3e  | Médaille de bronze | Trophée européen de course en montagne | 7,8 km   | 5 juillet 1998    | 36 min 14 s |
| 5e  | 5e                 | Trophée mondial de course en montagne  | 7,8 km   | 19 septembre 1999 | 39 min 58 s |
| 10e | 10e                | Trophée mondial de course en montagne  | 11,6 km  | 10 septembre 2000 | 51 min 58 s |
| 1re | Médaille d'or      | Trophée Vanoni                         | 5 km     | octobre 2000      | 22 min 33 s |
| 4e  | 4e                 | Trophée européen de course en montagne | 9 km     | 1er juillet 2001  | 58 min 39 s |
| 7e  | 7e                 | Trophée mondial de course en montagne  | 9,2 km   | 15 septembre 2002 | 56 min 13 s |
| 2e  | Médaille d'argent  | Scalata dello Zucco                    | 7 km     | 10 juillet 2005   | 43 min 25 s |
| 10e | 10e                | Trophée mondial de course en montagne  | 9,1 km   | 25 septembre 2005 | 44 min 10 s |
| 2e  | Médaille d'argent  | Mémorial Partigiani Stellina           | 8,1 km   | 26 août 2007      | 51 min 32 s |
| 3e  | Médaille de bronze | Trophée Vanoni                         | 5 km     | 21 octobre 2007   | 22 min 56 s |

### Skyrunning
| no  | féminin            | Course                              | Longueur | Départ           | Temps           |
| --- | ------------------ | ----------------------------------- | -------- | ---------------- | --------------- |
| 74e | Médaille d'or      | Championnats d'Europe de skyrunning | 30 km    | 10 juin 2007     | 3 h 21 min 7 s  |
| 19e | Médaille d'or      | Kilomètre vertical Chiavenna-Lagùnc | 3,3 km   | 29 juillet 2007  | 45 min 14 s     |
| 3e  | Médaille d'or      | Maga SkyRace                        | 24,7 km  | 2 septembre 2007 | 2 h 43 min 31 s |
|     | Médaille d'or      | Valetudo SkyRace                    | 21,05 km | 6 avril 2008     | 2 h 9 min 33 s  |
| 97e | Médaille d'argent  | Championnats d'Europe de skyrunning | 42,2 km  | 25 mai 2008      | 5 h 12 min 4 s  |
| 37e | Médaille d'or      | SkyMarathon Sentiero 4 Luglio       | 42 km    | 6 juillet 2008   | 5 h 29 min 9 s  |
|     | Médaille d'argent  | SkyGames - Kilomètre vertical       | 2,6 km   | 18 juillet 2008  | 43 min 46 s     |
| 63e | Médaille de bronze | SkyGames - SkyRace                  | 23,5 km  | 20 juillet 2008  | 2 h 36 min 29 s |

### Piste/route
| Année | Compétition                             | Lieu      | Place | Épreuve         | Temps           |
| ----- | --------------------------------------- | --------- | ----- | --------------- | --------------- |
| 2001  | Championnats d'Italie d'athlétisme      | Catane    | 1re   | 3 000 m steeple | 10 min 19 s 52  |
| 2002  | Championnats d'Italie d'athlétisme      | Viareggio | 2e    | 3 000 m steeple | 10 min 17 s 80  |
| 2002  | Coupe d'Europe des nations d'athlétisme | Annecy    | 5e    | 3 000 m steeple | 10 min 24 s 49  |
| 2005  | Corripavia                              | Pavie     | 2e    | Semi-marathon   | 1 h 17 min 32 s |

## Records
| Épreuve              | Performance     | Date            | Lieu     |
| -------------------- | --------------- | --------------- | -------- |
| 1 500 mètres         | 4 min 34 s 17   | 18 mai 2002     | Vigevano |
| 3 000 mètres         | 9 min 39 s 00   | 10 juillet 2001 | Nembro   |
| 5 000 mètres         | 16 min 40 s 90  | 19 mai 2002     | Vigevano |
| 2 000 mètres steeple | 6 min 38 s 28   | 15 juillet 2001 | Ancône   |
| 3 000 mètres steeple | 10 min 13 s 33  | 27 juillet 2002 | Gdańsk   |
| Semi-marathon        | 1 h 17 min 32 s | 19 octobre 2005 | Pavie    |